# Elvira Cabbarova
Elvira Cabbarova (ur. 15 listopada 1976) – azerska lekkoatletka specjalizująca się w biegach sprinterskich, uczestniczka letnich igrzysk olimpijskich.
Cabbarova reprezentowała Azerbejdżan na Letnich Igrzyskach Olimpijskich 1996 w Atlancie. Wówczas zajęła ostatnie miejsce w rundzie eliminacyjnej w biegu na 100 metrów.
Jest rekordzistką Azerbejdżanu w biegu na 60 metrów w hali do lat 23, 20 i 18 (czas 7,63 s ustanowiony w 1993 w Teheranie), a także rekordzistką na 100 m do lat 20 i 18 (11,6 s w 1993 w Baku).